# Philippe Nozières
Philippe Pierre Gaston François Nozières (* 12. April 1932 in Paris; † 15. Juni 2022 in Noyarey, Département Isère) war ein französischer theoretischer Festkörperphysiker.

## Werdegang
Nozières studierte 1951 bis 1955 an der École normale supérieure (Diplom 1955) und forschte 1955 bis 1957 an der Princeton University. 1957 wurde er an der Universität Paris promoviert („Kollektive Effekte in Festkörpern“). Er war 1961 bis 1972 zunächst Maitre de Conferences und dann Professor an der Universität Paris und 1976 bis 1983 Professor an der Universität von Grenoble. Er war ab 1972 am Institut Laue-Langevin in Grenoble (ab 1976 Leiter der Theorie-Gruppe bis 2000) und gleichzeitig (seit 1983) Professor für Statistische Physik am Collège de France in Paris. 2000 emeritierte er.
Nozières war für seine theoretischen Arbeiten zum quantenmechanischen Vielteilchenproblem in Festkörpern bekannt, insbesondere dem Quasiteilchen Konzept in Bose- und Fermiflüssigkeiten (ursprünglich in mehr phänomenologischer Art von Lew Landau eingeführt) und der Theorie des freien Elektronengases im Bereich metallischer Dichten. Er untersuchte supraflüssiges 3He, Transportphänomene in Festkörpern, das Kondo-Problem, Mott-Übergänge zwischen Metallen und Isolatoren, Theorie der Singularität des Röntgenstrahlspektrums an der Fermikante, Theorie der Reibung, Kristallwachstum und Hydrodynamik von Suspensionen.
1969 wurde er Fellow der American Physical Society. 1974 erhielt er den Holweck-Preis des britischen Institute of Physics und der französischen physikalischen Gesellschaft und 1960 den Paul-Langevin-Preis. 1984/5 erhielt er mit Conyers Herring den Wolf-Preis in Physik. 1988 erhielt er die Gold-Medaille der CNRS. 2001 erhielt er die Feenberg-Medaille für seine strenge Entwicklung der Theorie der normalen Fermiflüssigkeit, die sich als sichere mikroskopische Grundlage für die Landau-Theorie erwies, und für seine definitive Arbeit über die Eigenschaften des freien Elektronengases, speziell im Bereich realistischer metallischer Dichten (Laudatio). Seit 1982 ist er Mitglied der französischen Akademie der Wissenschaften. 1979 bis 1982 war er Präsident des Komitees Festkörperphysik der International Union of Pure and Applied Physics (IUPAP). 1984 war er Präsident der französischen physikalischen Gesellschaft. Er war Ehrenmitglied der Europäischen Physikalischen Gesellschaft. Seit 1991 war er auswärtiges Mitglied der National Academy of Sciences, seit 1992 der American Academy of Arts and Sciences und seit 1994 ordentliches Mitglied der Academia Europaea.
Seit 1982 war er mit der Wissenschaftlerin Catherine Michel verheiratet, mit der er eine Tochter hatte. Philippe Nozières hatte auch zwei andere Kinder aus einer früheren Ehe.
Philippe Nozières starb am 15. Juni 2022 im Alter von 90 Jahren in Noyarey bei Grenoble.

## Schriften
- mit David Pines: Theory of quantum liquids. Band 1 Normal Fermi Liquids. Benjamin 1966, Band 2 Superfluid Bose Liquids. Benjamin 1966
- Theory of interacting Fermi Systems. Benjamin 1964, Perseus Books 1997
- Le Probleme à N Corps. Dunod 1963
- Herausgeber mit Cécile DeWitt: The Many Body Problem, Les Houches Lectures 1958, London, Methuen